# Józef Olszyński

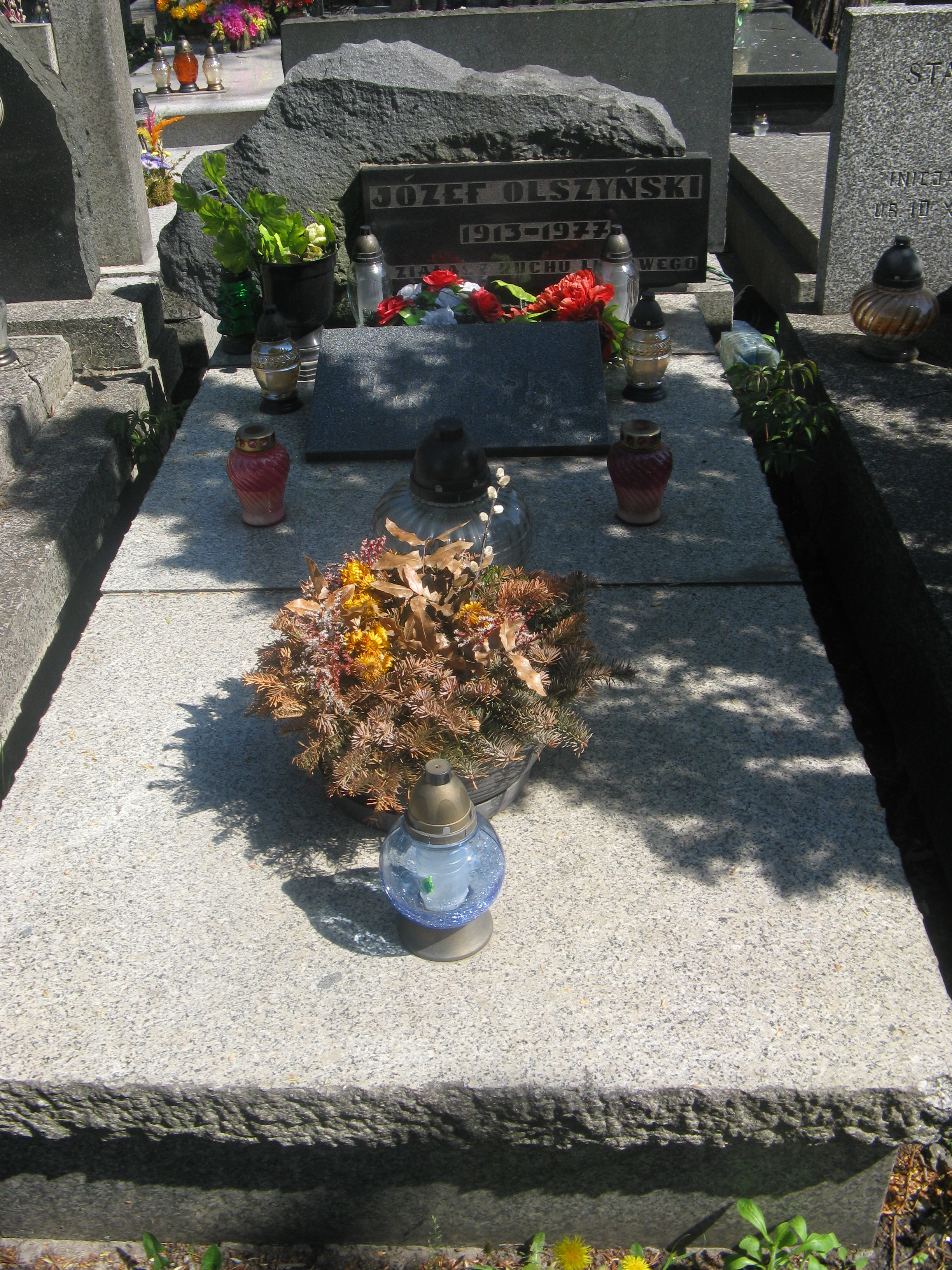
Grób Józefa Olszyńskiego na Cmentarzu Wojskowym na Powązkach

Józef Olszyński, ps. Borowy, Kamień, Skała (ur. 15 stycznia 1913 w Lipnicy Wielkiej, zm. 23 marca 1977 w Warszawie) – polski działacz ruchu ludowego, żołnierz Batalionów Chłopskich, porucznik, poseł na Sejm PRL II, III, IV i V kadencji.

## Życiorys
Urodził się w rodzinie chłopskiej jako syn Pawła i Tekli. Uzyskał wykształcenie podstawowe i pracował jako robotnik rolny. Zaangażował się w działalność ruchu ludowego. W 1932 wstąpił do Związku Młodzieży Wiejskiej RP „Wici”. W kolejnym roku został prezesem koła w swojej rodzinnej wsi. W latach 1936–1939 był prezesem Związku Sąsiedzkiego w Korzennej. W latach 1937–1939 sprawował funkcję sekretarza zarządu powiatowego ZMW RP „Wici” w Nowym Sączu. Był zastępcą członka Rady Naczelnej ZMW RP „Wici” w Krakowie. Działał też w Stronnictwie Ludowym. W latach 1936–1937 był słuchaczem Wiejskiego Uniwersytetu Orkanowego w Gaci. Współorganizował spółdzielnie mleczarskie w Krużlowej Wyżnej i Bobowej. Organizował strajk robotników rolnych. Był kilka razy aresztowany za swoją działalność. W latach 1937–1941 był księgowym w Spółdzielni Spożywców Przyszłość w rodzinnej wsi.
Podczas okupacji niemieckiej włączył się w podziemną działalność ruchu ludowego. Od 1940 wchodził w skład kierownictwa powiatowego Stronnictwa Ludowego „Roch” w powiecie nowosądeckim. W 1941 ukończył korespondencyjny kurs rachunkowości prowadzony przez Związek Spółdzielni Spożywców w Krakowie. W latach 1942–1944 był przewodniczącym SL „Roch” w powiecie nowosądeckim i pełnomocnikiem ds. Batalionów Chłopskich. Był przewodniczącym kolegium redakcyjnego podziemnego pisma „Zarzewie”. W marcu 1944 został aresztowany przez Niemców w Jaśle, lecz udało mu się zbiec z transportu kolejowego.
Współorganizował Rady Narodowe na Sądecczyźnie, po zajęciu jej przez Armię Czerwoną. Po wojnie został prezesem zarządu powiatowego Polskiego Stronnictwa Ludowego w Nowym Sączu. Zasiadał w Powiatowej Radzie Narodowej. W 1948 został członkiem Naczelnej Rady Spółdzielczej. Działał też w odłamie PSL, PSL-Lewicy. Następnie był członkiem Zjednoczonego Stronnictwa Ludowego (pełnił w nim liczne funkcje, m.in. zasiadając w prezydium Naczelnego Komitetu w latach 1959–1969, do 1966 jako jego sekretarz). W latach 1963–1966 był członkiem Biura Komitetu ds. Rolnictwa przy Komitecie Centralnym Polskiej Zjednoczonej Partii Robotniczej. W latach 1957–1971 był posłem na Sejm PRL (kolejno z okręgów Wałbrzych, Tarnów i dwukrotnie Nowy Sącz). W latach 1966–1970 był prezesem Związku Spółdzielni Mleczarskich. W 1966 został wiceprezesem Naczelnej Rady Spółdzielczej. W latach 1957–1970 był członkiem prezydium Zarządu Centralnego Związku Kółek Rolniczych.
Pochowany na Cmentarzu Wojskowym na Powązkach (kwatera D35-8-9).

## Publikacje
- Walka w Beskidzie i na Pogórzu Sądeckim (1978)
- artykuły publicystyczne w prasie

## Ordery i odznaczenia
- Krzyż Komandorski Orderu Odrodzenia Polski
- Krzyż Oficerski Orderu Odrodzenia Polski (1955)[2]
- Złoty Krzyż Zasługi z Mieczami
- Krzyż Walecznych
- Krzyż Partyzancki
- Order Sztandaru Pracy I klasy
- Order Krzyża Grunwaldu III klasy
- Medal 10-lecia Polski Ludowej (1955)[3]
- Odznaka 1000-lecia Państwa Polskiego (1966)[4]